# 전옥
전옥(全玉, 1911년 4월 2일 ~ 1969년 10월 22일)은 대한민국의 배우 겸 가수이다. 본명은 전덕례(全德禮)이며, 비극적인 여주인공을 주로 맡아, 눈물을 자아내는 호소력있는 연기로 "눈물의 여왕"으로 불렸다.

## 생애
함경남도 함흥부 출신으로 어린 시절부터 영화에 관심을 가지고 배우를 꿈꾸었다. 1924년 경에 함경도 지역에서 영화를 촬영하던 이필우를 찾아간 것을 계기로 배우가 되었다. 1927년에 《낙원을 찾는 무리들》을 촬영하다가 주연 배우가 빠지면서 이필우가 대신 전옥을 출연시킨 것이었다.
이후 오빠인 전두옥과 함께 경성부로 올라와 남매 배우로 활동하였다. 전옥이라는 예명은 오빠의 이름 끝 글자를 따와 지은 것이다. 나운규프로덕션이 설립되자 입사하여 《잘 있거라》, 《옥녀》, 《사랑을 찾아서》에 잇따라 출연했다. 이 시기에 주로 맡은 역할은 순진한 외모를 바탕으로 한 시골 처녀 역이었다. 이 무렵 연극 무대에서도 활동을 병행하여 화조회와 토월회에서 연기를 배웠다.
1929년에 《아리랑고개》에서 부상당한 석금성을 대신하여 주연을 맡아 눈물 연기로 호평을 받으면서 훗날 남편이 된 강홍식과 만나게 되었다. 나운규프로덕션이 해체된 후로는 1930년대 말까지 연극을 중심으로 활동하면서 가수로도 인기를 끌었다. 1933년에 〈째즈의 멜로디〉를 취입하여 데뷔하였는데, 1935년에 《삼천리》가 실시한 인기 투표에서 전문 가수들인 왕수복, 선우일선, 이난영에 뒤이어 4위를 차지할 정도로 성공적인 활동이었다.
노래에 소질이 있었던 전옥은 가수로서의 능력을 살려 1940년대부터는 당시 유행하던 악극 무대에서 각광을 받았다. 이 시기에 영화 출연은 거의 하지 않았으나 태평양 전쟁 기간 중에 친일 영화가 다수 제작될 때 《복지만리》와 《병정님》에 출연하였고, 첫 남편 강홍식과 이혼한 뒤 재혼한 남편 최일과 함께 남해예능대를 설립하고 군국주의 선전 공연물을 순회 공연하기도 했다.
태평양 전쟁 종전 직후인 1946년에는 남해예능대를 백조가극단으로 개편하고 가극으로 큰 인기를 끌었다. 특히 한국 전쟁으로 피난살이가 시작되면서 비극 위주의 레퍼토리가 최고의 인기를 누렸다. 전옥은 '눈물의 여왕'으로 불릴 정도로 관객의 슬픈 감정을 고조시키는 비극 연기에 재능을 보였다. 전옥의 창법은 "가슴 속에 깊이 가라앉은 슬픔을 다시 불러일으켜서 그것을 과장하지 않고, 스스로 조절하고 정리하여 심정적 안정을 느끼게 하는 효과"를 내었다고 평가된다.
악극단이 몰락하기 시작한 1950년대 후반에는 다시 영화계로 돌아왔다. 남편 최일이 백조가극단의 인기 레퍼토리를 차례로 영화화하면서 전옥은 악극에서 자신이 맡았던 역할을 다시 연기했다. 그러나 악극에서 훈련된 과장된 연기는 영화에서 크게 평가받지 못했으며, 1960년대에는 주연 대신 카리스마 넘치는 악역을 주로 맡아 인상적인 연기를 남겼다.
강홍식과의 사이에서 낳은 딸 가운데 강효실은 대한민국에서 유명 배우가 되었고, 아버지와 함께 조선민주주의인민공화국으로 간 강효선은 북조선의 유명 배우가 되었다. 강효실이 영화 배우 최무룡과 결혼하여 낳은 아들 최민수도 배우이다.
전옥은 은퇴 후 경기도 양주군 과수원을 운영하였으나, 그 곳에서 고혈압으로 쓰러저, 서울특별시 동대문구에 위치한 성바오로 병원 중환자실로 이동되었다. 전옥은 지병인 신장병과 고혈압으로 1969년 10월 22일에 숨을 거두었으며, 전옥의 영결식이 10월 26일 예총회관 광장에서 전옥의 지인인 연예인 200 여명이 모인 가운데 연예협회장으로 치러졌다.

## 참고 자료
- 강옥희,이영미,이순진,이승희 (2006년 12월 15일). 《식민지시대 대중예술인 사전》. 서울: 소도. 309~312쪽쪽. ISBN 978-89-90626-26-4.

## 가족 관계
- 배우자 : 강홍식 (1902년 12월 9일 ~ 1971년 10월 9일)
- 딸 : 강효실 (1932년 2월 10일 ~ 1996년 11월 2일)
  - 사위 : 최무룡 (1928년 2월 25일 ~ 1999년 11월 11일) - 1954년 결혼, 1962년 이혼
    - 외손자 : 최민수 (1962년 3월 27일 ~ )
      - 외손부 : 강주은 (1971년 4월 15일 ~ )
        - 첫째 외증손자 : 최유성 (1996년 ~ )
        - 둘째 외증손자 : 최유진 (2002년 ~ )